# Je s námi konec?
Je s námi konec? (anglicky Before the Flood) je americký environmentální dokumentární celovečerní film o globálním oteplování z roku 2016. Filmem provází americký herec Leonardo DiCaprio, který také film společně s režisérem Martinem Scorsesem a producentem Fisherem Stevensem produkoval.

## Pozadí
Film vznikl jako produkt DiCapriovy práce, kterou započal v roce 2014. Tehdy ho generální tajemník OSN Pan Ki-mun jmenoval poslem míru Spojených národů s přednostním zaměřením na boj proti globálnímu oteplování. V rámci natáčení se Leonardo DiCaprio vydal za vlivnými i neznámými osobnostmi celého světa, aby pochopil téma globálního oteplování v nejširším rozhledu. Projel různé světové oblasti, např. Grónsko, Sumatru nebo i Vatikán. Celosvětová premiéra byla načasována tak, aby rozpoutala společenskou debatu o tématu před volbou amerického prezidenta 8. listopadu 2016. Bezplatné vysílání a streamování na kanálu National Geographic ve 171 zemích světa ve 45 jazycích tak probíhá od 30. října do 7. listopadu a film byl v tuto dobu uvolněn také 250 univerzitám a některým církevním institucím.

## Témata filmu
Film se zabývá různými jevy spjatými s globálními změnami klimatu zapříčiněnými člověkem. Ukazuje jakým způsobem dochází k poškozování planety na různých místech, jak je narušována rovnováha mezi jednotlivými klimatickými oblastmi a jaký to má dopad na jednotlivé druhy. Snímek také navrhuje způsoby, které by mohli pomoci zabránit vyhubení různých druhů organismů nebo ničení ekosystémů a etnických komunit.

## Osobnosti ve filmu
Ve filmu vystupují kromě Leonarda DiCapria například americký prezident Barack Obama, bývalý americký prezident Bill Clinton, ministr zahraničí USA John Kerry, generální tajemník OSN Pan Ki-mun, papež František I., výzkumníci z NASA, odborníci na ochranu lesů, vědci nebo horliví aktivisté.